# 山ノ神沼

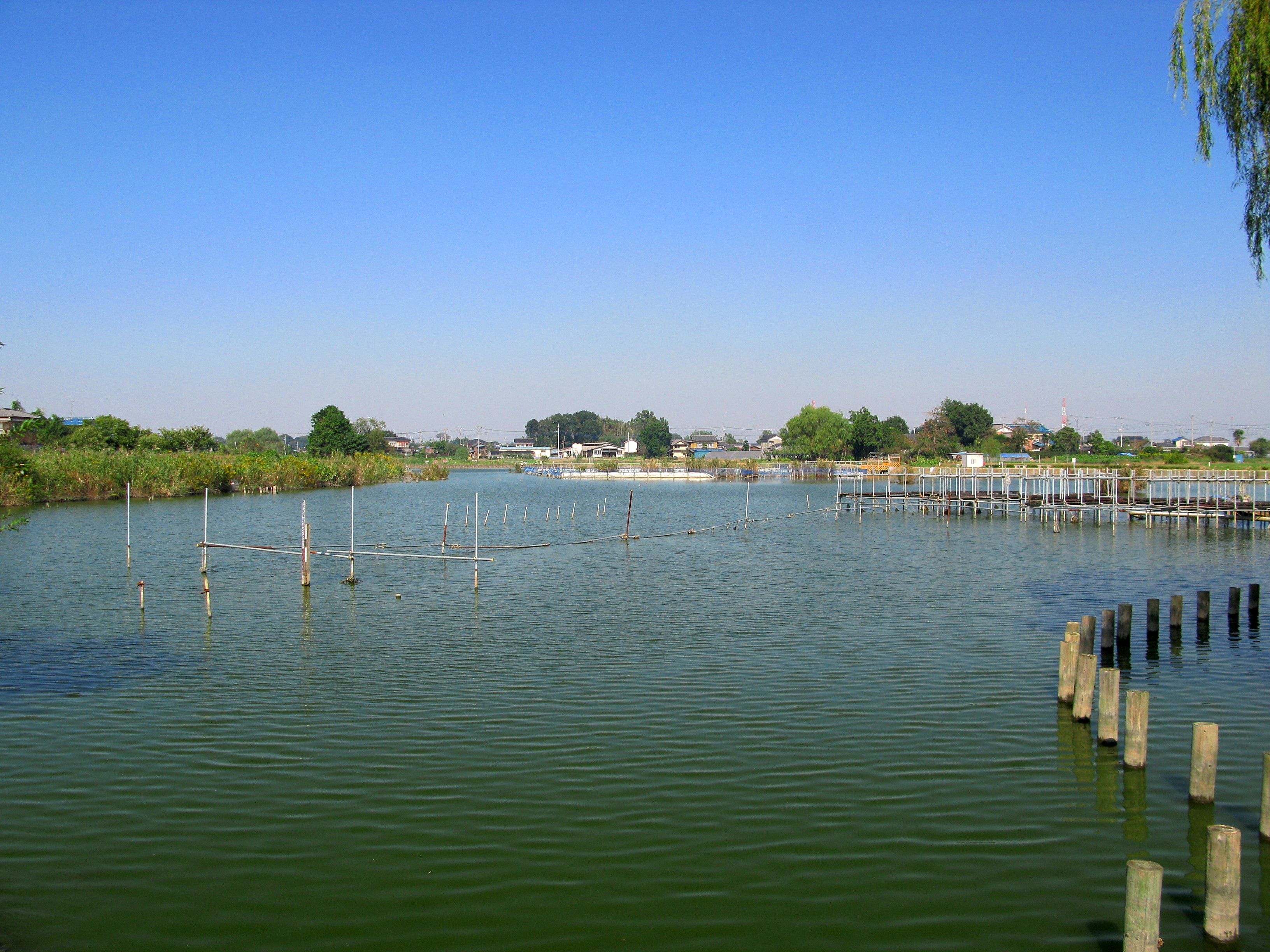
山ノ神沼（2011年10月）

山ノ神沼（やまのかみぬま）は、埼玉県蓮田市の北部にある沼である。

## 概要
山ノ神沼は蓮田市北部の元荒川西側、堤防後背地に広がる水田地域と住宅地の間に位置している。周辺には「山ノ神」という小字も存在している。
面積は約3.8ha、貯水量は約57,000tを貯水し、周辺の水田のかんがい用水として利用されている。
住宅地に近接しているが、緑豊かで野鳥の数多く生息する貴重な水辺空間を呈しており、魚釣り場としても利用されている。
沼の周囲は「ふれあいゾーン」、「いこいのゾーン」、「やすらぎゾーン」の3つの区域に分け整備がなされている。
- ふれあいゾーン - 住宅地に近い区域に位置し、沼の水辺を整備することで来訪者が水辺とのふれあいで自然環境の大切さの理解を深め、沼の保全管理に努める区域。
- いこいのゾーン - 田園風景を楽しみながら、整備された水路沿いを散策し、沼とのつながりや機能を理解することのできる区域。
- やすらぎゾーン - ヨシ、ススキ等の繁茂により豊かな自然環境を呈する、沼の周辺に生息する動植物の生態系を現状のまま保全する区域。

1999年度（平成11年度）より約10年をかけ春日部農林振興センター農村整備部によって山ノ神沼とその周辺の環境整備工事が行われる。周囲の協力により、沼の水質が改善され多くの魚が見られるようになる。浮島の設置の効果として水質浄化に役立っている。
2003年度（平成15年度）より山ノ神沼での田んぼの生き物調査を実施している。また環境意識の高まりや、周辺住宅の農村下水道の整備が完成し、かつて身近に存在していた自然が戻りつつある。

## 施設等
- ふれあいゾーン
  - 多自然型護岸
  - 浮島
  - 遊歩道
  - 木道
  - ベンチ
  - 自然解説板
  - 湿性植物帯
  - 植栽
- いこいのゾーン
  - 環境配慮型L形水路
  - 休憩広場
  - 駐車場
  - トイレ

## 所在地
- 〒349-0132 - 埼玉県蓮田市大字貝塚
- 〒349-0131 - 埼玉県蓮田市大字根金
- 上記2つの地名にまたがり所在している。